# Pristava pod Rako
Pristava pod Rako je naselje u Općini Krško u istočnoj Sloveniji. Pristava pod Rako se nalazi u pokrajini Dolenjskoj i statističkoj regiji Donjoposavskoj. 

## Stanovništvo
Prema popisu stanovništva iz 2002. godine Pristava pod Rako je imala 20 stanovnika.

## Vanjske poveznice
- Satelitska snimka naselja  Arhivirana inačica izvorne stranice od 29. srpnja 2017. (Wayback Machine)